# Domnall Ban MacWilliam
Pour les articles homonymes, voir Meic Uilleim et MacWilliam.
Domnall ou Donald Ban MacWilliam († 1215) (gaélique: Domnall Bán mac Uilleim), prétendant au trône d'Écosse en 1215 issu des Meic Uilleim.

## Origine
Donald Bán c'est-à-dire le Blond, issu des Meic Uilleim est généralement considéré comme le fils de Donald MacWilliam ou peut-être de Gothred.

## Prétendant
En 1215, peu après le couronnement à Scone le 5 décembre 1214 du roi Alexandre II d'Écosse, Donald Ban Mac William associé avec Kenneth MacHeth un fils de Malcolm MacHeth et un certain « Roderick » identifié avec Ruaidhri mac Raghnaill, envahit le Moray. L'aspect le plus remarquable de cette nouvelle rébellion du nord de l'Écosse est qu'elle associe les deux lignées de prétendants issus des mormaers de Moray les Meic Uilleim et les MacHeth.
La révolte est brève, sans assistance de l'armée royale, un noble gaélique local du Ross, Farquhar Mac Taggart († vers 1251), les défait lors d'un seul combat, coupe les têtes des deux prétendants qu'il envoie comme trophées au roi Alexandre II d'Écosse. Il sera récompensé par l'octroi de la chevalerie et devient le représentant régional du roi avant de recevoir enfin le titre de comte de Ross vers 1221/26.

## Sources
- (en) G.W.S. Barrow Kingship and Unity Scotland 1000~1306 Edinburgh University Press, Edinburgh (1981)  (ISBN 074860104X).
- (en) Richard Oram Domination and Lordship. Scotland 1070-1230 The New Edinburgh History of Scotland III. Edinburgh University Press, (Edinburgh 2011)  (ISBN 9780748614974).
- (en) R. Andrew McDonald Treachery in the remotest territories of Scotland: Northerne ressitance to the Canmore Dynasty 1130-1230 Canadian Journal of History vol.33 (August 1999) p. 161-192.